# Inge II de Suède
Inge II le Jeune (suédois : Inge den yngre),  fils du roi Halsten de Suède, est roi de Suède de 1110 environ à vers 1125,. Il est sans doute le fils cadet de Halsten.

## Règne
Selon une tradition constante Inge règne conjointement avec son frère  Philippe Halstensson après la mort de leur oncle  Inge l'Ancien,: Dans l'historiogarphie en langue anglaise les deux rois sont parfois nommés « Ingold ».
«  les  fils de Hallstein ; Philippus et Ingi prennent le royaume après l'Inge l'Ancien. Philippus est roi un temps très court. (Hervarar saga du XIIIe siècle)  »
— Régis Boyer, La saga de Hervor et du roi Heidrekr, Berg International, Paris, 1988, chapitre XVI « Du Roi Ingi Steinkelsson ».
D'autres sources précisent qu'après la mort de Philippe (1118), Inge le Jeune fut le seul roi de Suède, mais l'année  de sa mort reste inconnue. Selon la liste royale annexée à la  Västgötalagen, Inge fut empoisonné par un « breuvage maléfique en Östergötland » :

Niunði war Ingi konongær, broðher Philipusær konongs, oc heter æptir Ingæ kononge, Halstens konongs brødhær. Hanum war firigiort mæð ondom dryk i Østrægøtlanði, oc fek aff þy banæ. Æn Sweriki for e wæl, mædhæn þer frænlingær rædhu.
Le 10e (roi Chrétien) fut Inge, le frère du roi Philippe, et il doit son nom au roi Inge (l'Ancien). Il fut tué par un breuvage maléfique en Östergötland et ce fut sa punition mais la Suède a toujours bien résisté, pendant que sa parenté était au pouvoir

On ignore si  Inge était encore en vie lorsque le roi norvégien  Sigurd Ier envahit le Småland en 1123, mais avec Inge disparaît la lignée masculine de la  maison de Stenkil,.Inge avait épousé Ulvhild Håkansdotter qui était la fille du norvégien Haakon Finnsson et qui se remariera  avec 
le roi danois Nils Svensson et épousera ensuite le roi de Suède suivant Sverker Ier. Toutefois selon une autre tradition il avait été aussi le mari de Ragnhild de Telje.

## Source
- Régis Boyer, La saga de Hervor et du roi Heidrekr, Berg International, Paris, 1988, chapitre XVI « Du Roi Ingi Steinkelsson ».